# Albany Patroons
Gli Albany Patroons sono una squadra di pallacanestro di Albany, nello Stato di New York. Fondati nel 1982, hanno quasi sempre militato nella CBA, della quale sono stati campioni nel 1984, 1988 e 1999. Dal 2018 militano nella TBL.
I Pat's, come venivano comunemente chiamati, sono noti soprattutto per essere stati il trampolino di lancio per alcuni allenatori e giocatori che hanno avuto un'importante carriera in NBA: oltre a Phil Jackson, poi campione NBA a Chicago e Los Angeles, hanno allenato ad Albany George Karl, Bill Musselman e Jerry Krause, e vi hanno giocato fra gli altri Scott Brooks, Tod Murphy, Tony Campbell, Sidney Lowe, Micheal Ray Richardson e Jamario Moon.

## Storia

### I primi Patroons
Fondati ad Albany nel 1982, i Patroons entrarono nella CBA nell'Expansion Draft del 1982-83. L'anno successivo vinsero il loro primo titolo, con un giovane Phil Jackson in panchina, che fu anche nominato allenatore dell'anno. Nel 1988 arrivò il secondo titolo, questa volta sotto la guida di Bill Musselman. Musselman fu qualche anno dopo nominato allenatore dei neonati Minnesota Timberwolves, e alcuni membri della squadra campione dell'88, tra cui Scott Brooks, Tod Murphy, Tony Campbell E Sidney Lowe, giocarono in NBA con Minnesota. Tre anni dopo i Patroons chiusero la stagione con un record di 50 vittorie e 6 sconfitte, anche se poi si fermarono alla finale di Conference nei play-off. Di quella squadra, allenata da coach George Karl, fecero parte i futuri giocatori NBA Mario Elie e Vincent Askew.
All'inizio della stagione 1992-93, i Patroons furono rinominati Capital Region Pontiacs, in quanto sponsorizzati da un locale rivenditore di autovetture. L'anno successivo la squadra decise di trasferirsi ad Hartford, nello Stato del Connecticut

### I Connecticut Pride
Dopo due non esaltanti stagioni con il nome di Hartford Hellcats, senza partecipazioni ai play-off, il nome fu nuovamente cambiato in Connecticut Pride, e con questa denominazione arrivò il terzo titolo CBA nel 1999. Nel 2001, con il fallimento della CBA, i Connecticut Pride si trasferirono nella IBL, per poi sparire definitivamente quando anche quest'ultima lega chiuse i battenti.

### Rinascita
Nel 2005 la squadra fu ricostituita con nome e colori originari ad Albany, da dove mancava da più di un decennio. Micheal Ray Richardson, che aveva giocato ad Albany nel 1988-89, fu nominato allenatore, mentre come assistente fu scelto il miglior realizzatore della storia della franchigia, Derrick Rowland. La squadra si comportò discretamente (20-28 il bilancio di regular season), ma fu eliminata al primo turno dei playoff. A sottolineare l'importanza della franchigia nella storia della lega, e il ruolo di primo piano assunto dopo la rifondazione, nel 2006 la CBA trasferì il suo quartier generale al Washington Avenue Armory di Albany, l'impianto di gioco dei Patroons.
Negli anni successivi la squadra arrivò due volte alle finali CBA, entrambe perse: nel 2007 contro gli Yakama Sun Kings e nel 2009 contro i Lawton-Fort Sill Cavalry, guidati in panchina dall'ex Micheal Ray Richardson. Inoltre parteciparono per una stagione alla lega estiva USBL, anche se con risultati deludenti e bassa affluenza di pubblico.
Nel 2008-09 la crisi economica ha posto in seria difficoltà tutte le franchigie della CBA, che rimasta con appena 4 squadre, tra cui i Patroons, ha chiuso la stagione in anticipo il 3 febbraio.

## Stagioni
| Stagione | Lega | Denominazione           | V  | P  | %    | Piazzamento | Play-off               |
| -------- | ---- | ----------------------- | -- | -- | ---- | ----------- | ---------------------- |
| 1982-83  | CBA  | Albany Patroons         | 16 | 28 | 36,4 | 4º          | -                      |
| 1983-84  | CBA  | Albany Patroons         | 25 | 19 | 56,8 | 2º          | Campioni               |
| 1984-85  | CBA  | Albany Patroons         | 34 | 14 | 70,8 | 1º          | Finale di division     |
| 1985-86  | CBA  | Albany Patroons         | 24 | 24 | 50,0 | 4º          | Semifinale di division |
| 1986-87  | CBA  | Albany Patroons         | 26 | 22 | 54,2 | 2º          | Finale di division     |
| 1987-88  | CBA  | Albany Patroons         | 48 | 6  | 88,9 | 1º          | Campioni               |
| 1988-89  | CBA  | Albany Patroons         | 36 | 18 | 66,7 | 1º          | Semifinale di division |
| 1989-90  | CBA  | Albany Patroons         | 41 | 15 | 73,2 | 1º          | Finale di conference   |
| 1990-91  | CBA  | Albany Patroons         | 50 | 6  | 89,3 | 1º          | Finale di conference   |
| 1991-92  | CBA  | Albany Patroons         | 24 | 32 | 42,9 | 3º          | Primo turno            |
| 1992-93  | CBA  | Capital Region Pontiacs | 28 | 28 | 50,0 | 2º          | -                      |
| 1993-94  | CBA  | Hartford Hellcats       | 18 | 38 | 32,1 | 3º          | -                      |
| 1994-95  | CBA  | Hartford Hellcats       | 11 | 23 | 32,4 | 4º          | -                      |
| 1995-96  | CBA  | Connecticut Pride       | 17 | 39 | 30,4 | 3º          | -                      |
| 1996-97  | CBA  | Connecticut Pride       | 21 | 35 | 37,5 | 5º          | -                      |
| 1997-98  | CBA  | Connecticut Pride       | 26 | 30 | 46,4 | 3º          | Semifinale CBA         |
| 1998-99  | CBA  | Connecticut Pride       | 37 | 19 | 66,1 | 1º          | Campioni               |
| 1999-00  | CBA  | Connecticut Pride       | 29 | 27 | 51,8 | 2º          | Primo turno            |
| 2000-01  | CBA  | Connecticut Pride       | 16 | 9  | 64,0 | 1º          | non disputati          |
| 2001     | IBL  | Connecticut Pride       | 13 | 13 | 50,0 | 4º          | Primo turno            |
| 2005-06  | CBA  | Albany Patroons         | 20 | 28 | 41,7 | 3°          | 2° Round Robin         |
| 2006-07  | CBA  | Albany Patroons         | 30 | 18 | 62,5 | 1°          | Finale CBA             |
| 2007     | USBL | Albany Patroons         | 16 | 7  | 69,6 | 2°          | -                      |
| 2007-08  | CBA  | Albany Patroons         | 21 | 27 | 43,8 | 4°          | -                      |
| 2008-09  | CBA  | Albany Patroons         | 13 | 7  | 65,0 | 1°          | Finale CBA             |